# モーガン郡 (ミズーリ州)
モーガン郡（英: Morgan County）は、アメリカ合衆国ミズーリ州の中央部に位置する郡である。2010年国勢調査での人口は20,565人であり、2000年の19,309人から6.5％増加した。郡庁所在地はバーセイルズ市（人口2,482人）であり、同郡で人口最大の都市でもある。バーセイルズ市の綴りはフランスのヴェルサイユと同じだが、英語風に発音されている。モーガン郡は1833年1月5日に設立され、郡名はアメリカ独立戦争の将軍ダニエル・モーガンに因んで名付けられた。

## 歴史
モーガン郡は1833年1月5日にクーパー郡から分離して設立された。アメリカ独立戦争の将軍ダニエル・モーガンに因んで名付けられた。
1858年に郵便が運ばれたバターフィールド駅馬車線が郡内を通り、マルホレン駅ができた。そこは1853年に設立されたマーティン・ホテルであり、興行師のP・T・バーナムやガンマンのジェシー・ジェイムズが来たこともあった。マーティン・ホテルは1978年にアメリカ合衆国国定歴史建造物に指定され、現在は博物館になっている。バーセイルズ市に建設されたモーガン郡庁舎は1887年に焼けたが、郡の記録の大半は持ち出され、郡庁舎も直ぐに再建された。

## 地理
アメリカ合衆国国勢調査局に拠れば、郡域全面積は613.89平方マイル (1,590.0 km2)であり、このうち陸地597.41平方マイル (1,547.3 km2)、水域は16.48平方マイル (42.7 km2)で水域率は2.68％である。郡内にはオザーク湖が入っている。

### 主要高規格道路
- アメリカ国道50号線
- ミズーリ州道5号線
- ミズーリ州道52号線
- ミズーリ州道135号線

### 隣接する郡
- クーパー郡 - 北
- モニトー郡 - 北東
- ミラー郡 - 南東
- カムデン郡 - 南
- ベントン郡 - 西
- ペティス郡 - 北西

## 人口動態
以下は2000年の国勢調査による人口統計データである。
| 基礎データ - 人口: 19,309人 - 世帯数: 7,850 世帯 - 家族数: 5,549 家族 - 人口密度: 12人/km2（32人/mi2） - 住居数: 13,898軒 - 住居密度: 9軒/km2（23軒/mi2） 人種別人口構成 - 白人: 97.34% - アフリカン・アメリカン: 0.51% - ネイティブ・アメリカン: 0.63% - アジア人: 0.12% - 太平洋諸島系: 0.02% - その他の人種: 0.16% - 混血: 1.22% - ヒスパニック・ラテン系: 0.83% 年齢別人口構成 - 18歳未満: 23.8% - 18-24歳: 6.2% - 25-44歳: 23.1% - 45-64歳: 27.3% - 65歳以上: 19.6% - 年齢の中央値: 43歳 - 性比（女性100人あたり男性の人口） - 総人口: 97.2 - 18歳以上: 95.0 | 世帯と家族（対世帯数） - 18歳未満の子供がいる: 26.6% - 結婚・同居している夫婦: 60.5% - 未婚・離婚・死別女性が世帯主: 7.1% - 非家族世帯: 29.3% - 単身世帯: 25.1% - 65歳以上の老人1人暮らし: 11.9% - 平均構成人数 - 世帯: 2.42人 - 家族: 2.88人 収入と家計 - 収入の中央値 - 世帯: 30,6592米ドル - 家族: 35,908米ドル - 性別 - 男性: 26,579米ドル - 女性: 19,072米ドル - 人口1人あたり収入: 15,950米ドル - 貧困線以下 - 対人口: 16.2% - 対家族数: 12.1% - 18歳未満: 25.6% - 65歳以上: 9.7% |

## 都市と町
| - バーネット - フローレンス - グラボワミルズ | - ローリー - ロッキーマウント - ストーバー | - サンライズビーチ - シラキュース - バーセイルズ - 郡庁所在地 |

## 政治

### 地方
モーガン郡の地方レベルでは共和党が大半の政治を支配しており、郡の選挙で選ばれる役職は5人を除いて独占している。

#### 2008年大統領予備選挙
2008年の大統領予備選挙で、モーガン郡は二大政党の候補者をどちらも州全体と全国で二位に終わった者を選んだ。民主党の予備選挙ではヒラリー・クリントンが1位となり、さらに共和党予備選挙で各候補に投じられた票数よりも多かった。